# SPACIDO
SPACIDO – system korekty trajektorii pocisku artyleryjskiego opracowany przez Nexter Munitions (firmę-córkę firmy Nexter) i JUNGHANS Microtec.
System jest częścią zapalnika i może być zamontowany na większości pocisków kalibru 105 i 155 mm (zgodny ze STANAG 4369).
Pocisk wystrzeliwany jest z zapasem zasięgu (nastawy takie, aby oddać strzał „za długi”). Zamontowany na dziale radar dopplerowski mierzy prędkość pocisku do 5 km od lufy. Informacja jest przekazywana do stacjonarnego komputera, który określa niezbędne korekty trajektorii i wysyła je drogą radiową do pocisku. We właściwym punkcie trajektorii SPACIDO wysuwa z korpusu zapalnika 3 płaskie dyski, które zwiększają opór aerodynamiczny i powodują skrócenie lotu takie, aby pocisk upadł jak najbliżej celu. System jest niezależny od GPSu, a krótki czas transmisji danych utrudnia ich zakłócenie.
Przy użyciu zapalników SPACIDO Circular Error Probable zmniejsza się 4-krotnie w stosunku do tej samej amunicji bez systemów zwiększania celności.
System był opracowywany od 2004. W 2006 odbyły się pierwsze strzelania. Po pracach udoskonalających i pokazowych strzelaniach w 2011 armia francuska podjęła decyzje o zakupie zapalników SPACIDO. Na wyposażenie weszły w 2014.